# Webb megye
Webb megye az Amerikai Egyesült Államokban, azon belül Texas államban található. Megyeszékhelye Laredo, legnagyobb városa Laredo. Lakosainak száma 267 114 fő (2020. április 1.). Webb megye Dimmit, McMullen, Jim Hogg, La Salle, Duval, Zapata és Maverick megyékkel határos.

## Népesség
A megye népességének változása:
| Lakosok száma | 251 320 | 255 213 | 259 211 | 262 495 | 269 721 | 274 794 | 267 114 |
|               | 2010    | 2011    | 2012    | 2013    | 2015    | 2017    | 2020    |